# تشارلز ماركوس بريدر
تشارلز ماركوس بريدر (بالإنجليزية: Charles Marcus Breder Jr.)‏  (و. 1897 – 1983 م) هو عالم البحار من الولايات المتحدة الأمريكية .
توفي عن عمر يناهز 86 عاماً.